# Павел Ростовский
Павел Ростовский (ум. ок. 1409) — преподобный Русской православной церкви; основатель Ростовского Борисоглебского монастыря.
О его мирской жизни сведений практически не сохранилось.
Во второй половине XIV века Федор Ростовский пришел из Новгородской земли и поселился в лесу вблизи большой дороги, шедшей из Каргополя и Белаозера в Москву и Ростов. Три года он питался доброхотными подаяниями, для чего вывешивал на дереве около проезжей дороги кузов; всё что находил в кузове, все разделял с посещавшими его нищими. Когда с ним поселился Павел, то они решили построить на этом месте монастырь.

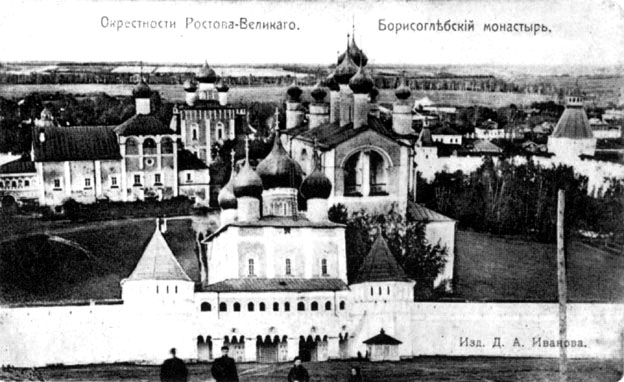
Борисоглебский монастырь

Прибывший в то время в Ростов преподобный Сергий Радонежский, по их просьбе, указал им место для обители на берегу реки Устьи. Ободренные благословением отца Сергия и явлением им великих страстотерпцев Бориса и Глеба, Фёдор и Павел в 1363 году построили деревянную церковь и кельи, затем собрали братию и получили во владение различные угодья и рыбные ловли на Белом озере для пропитания.
Стремившийся к уединению Федор вскоре передал игуменство Павлу и покинул обитель; он основал в глуши Ковженский Николаевский монастырь и только почувствовав близость кончины он вернулся в Борисоглебскую обитель, где и скончался 22 октября 1409 года.
После смерти Фёдора все заботы об обители легли на плечи Павла, но он ненадолго пережил своего друга.
Память празднуется общая им обоим — 22 октября, в иконописном же подлиннике они упоминаются под 8 ноября; отсутствие жития этих святых с избытком восполняет повесть о самом Борисоглебском монастыре, написанная на месте в начале второй половины XVI века и сохранившаяся в одном сборнике Троице-Сергиевской лавры. Также их память отмечают вместе с Собором Радонежских святых.